# Ranunculus yinshanicus
Ranunculus yinshanicus (Y.Z. Zhao) Y.Z. Zhao – gatunek rośliny z rodziny jaskrowatych (Ranunculaceae Juss.). Występuje endemicznie w Chinach, w południowej części regionu autonomicznego Mongolia Wewnętrzna. 

## Morfologia
PokrójBylina o owłosionych pędach. Dorasta do 5–15 cm wysokości.
LiścieSą trójsieczne. W zarysie mają owalny kształt, złożone ze stożkowato odwrotnie owalnych i klapowanych segmentów. Mierzą 0,5–1,5 cm długości oraz 0,5–1,5 cm szerokości. Nasada liścia jest sercowata. Ogonek liściowy jest nagi i ma 1–2,5 cm długości.
KwiatySą pojedyncze. Rozwijają się na szczytach pędów. Mają żółtą barwę. Osiągają 10 mm średnicy. Mają 5 owalnych działek kielicha, które dorastają do 3 mm długości. Mają 5 odwrotnie owalnych płatków o długości 5 mm.
OwoceNagie niełupki o odwrotnie jajowatym kształcie i długości 1 mm. Tworzą owoc zbiorowy – wieloniełupkę o prawie kulistym kształcie i 5 mm długości.

## Biologia i ekologia
Rośnie w lasach i na trawiastych zboczach. Kwitnie od maja do czerwca. 